# Lou Graham (Musiker)
Lou Graham (* 15. Juli 1929 in Woodleaf, North Carolina, als Alexander Graham Lyerly; † 1999) war ein US-amerikanischer Country- und Rockabilly-Musiker. Graham arbeitete in den 1950er-Jahren oft mit Bill Haley zusammen.

## Leben
Lou Graham wurde 1929 in North Carolina geboren und war Anfang der 1950er-Jahre in der Umgebung von Philadelphia als Musiker aktiv. In dieser Zeit nahm er auch seinen Künstlernamen „Lou Graham“ an. Im Sommer 1951 wurde er von Bill Haley als Sänger für dessen Touren engagiert und spielte auch Bass in dessen Begleitband. Grahams Popularität stieg in der Region dadurch stetig an und bereits im Februar desselben Jahres hatte er drei Singles für das kleine Gotham-Label aufgenommen. Bei dieser Session wurde er musikalisch von Haley und seinen Sadlemen unterstützt. Eine der erwähnenswerten Einspielungen war ein Cover des Hank-Williams-Hits Lone Gone Daddy.
Um 1956 arbeitete Graham in der Umgebung von Camden, New Jersey, und war außerdem regelmäßig im Programm des Senders WTNJ aus Trenton, New Jersey, zu hören. Mit seiner Band, den Carolina Kinfolks, trat Graham in Nachtclubs, im Fernsehen, weiteren Radioshows und auf einigen Jamborees aus Camden auf. Zudem hatte Graham die Möglichkeit, mit Stars wie Webb Pierce, Hank Thompson und Ernest Tubb zu spielen. Ein weiterer Höhepunkt in Grahams Karriere waren seine vereinzelten Auftritte in der Grand Ole Opry aus Nashville, Tennessee, der berühmtesten und erfolgreichsten Country-Show der USA.
1957 unterschrieb Graham einen Vertrag bei einem von Bill Haleys Publisher-Konzernen und spielte die beiden Rockabilly-Titel Wee Willie Brown / You Were Mean Baby für Haleys Label Clymax Records ein. Da Haley zu dieser Zeit dringend Geld brauchte, verkaufte er die Master-Aufnahmen nach der Veröffentlichung auf Clymax an Coral Records, die beide Songs erneut im Januar 1958 pressten. Dadurch wurde der Titel später im Zuge des Rockabilly-Revivals auf mehreren Decca Rockabillies-LPs der MCA Records neu herausgebracht.
Lou Graham starb 1999 im Alter von 70 Jahren.

## Diskographie

### Singles
| Jahr | Titel                                               | Label #         |
| ---- | --------------------------------------------------- | --------------- |
| 1952 | Long Gone Daddy / Two Timin’ Blues                  | Gotham G-7416 * |
| 1952 | I’m Lonesome / A Sweet Bunch of Roses               | Gotham G-7429   |
| 1953 | My Heart Tells Me / Please Make Up Your Fickle Mind | Gotham G-7433   |
| 1957 | Wee Willie Brown / You Were Mean Baby               | Clymax 318      |
| 1958 | Wee Willie Brown / You Were Mean Baby               | Coral 9-61931   |

* Laut Adam Komorowski ist die Katalognummer Gotham 416.

### Alben
- 1989: Lou Graham (Gotham, UK)